# 월드 커뮤니티 그리드

월드 커뮤니티 그리드(World Community Grid, WCG)는 인류 공영에 이바지하기 위한 세계에서 가장 큰 그리드 컴퓨팅을 목적으로 하는 프로젝트이다.
IBM의 후원을 받아 2004년 11월 16일에 시작하였으며 윈도우, 맥 OS X, 리눅스를 지원하며 주로 난치병의 치료나 유전자 분석, 농작물의 개선, 청정에너지에 대한 프로젝트를 진행하고 있다.
2010년 1월 현재 419개의 후원 회사 및 기관과 63만여 사용자가 참여하고 있다.
이 중에 BOINC을 통해 참여하고 있는 사용자의 수는 약 42만여명이다.

## 역사
IBM을 비롯한 연구단체들은 천연두의 효과적인 치료법을 발견하기 위하여 유나이티드 디바이스라는 회사의 천연두 연구 그리드 컴퓨팅 프로젝트를 후원하였으며 그 성과를 바탕으로 2004년 11월 16일 인도적인 연구를 위한 기술환경 구축을 위하여 월드 커뮤니티 그리드를 창설하였다.
처음에는 유나이티드 디바이스의 상업적인 소프트웨어인 그리드 MP를 이용하여 프로그램을 제공하였기 때문에 윈도우 환경만을 지원하였으나 리눅스 환경의 지원요청에 의하여 2005년에 이미 SETI@home 등의 그리드 컴퓨팅을 제공하고 있던 공개 소프트웨어인 BOINC을 지원함으로써 맥 OS X나 리눅스 등에 대한 지원이 공식적으로 이루어지게 되었다.
한동안 그리드 MP를 이용한 상용 소프트웨어와 BOINC을 이용한 공개 소프트웨어 방식의 프로그램을 둘 다 지원하다가 2008년에 그리드 MP의 지원이 끝남에 따라 모두 BOINC을 이용한 방식으로 변경되었다.

## 소프트웨어
외계인을 찾기 위한 SETI@home이나 중력파를 찾기 위한 Einstein@Home 등의 특정 목적을 위한 그리드 컴퓨팅을 지원하는 여타의 BOINC 프로젝트들과 달리 World Community Grid는 주로 인도주의적인 목적을 위하여 컴퓨터 자원을 활용하기에 세부적인 여러 프로젝트들이 존재하고 그에 따라 각각의 다른 프로그램들이 있다.
각 프로그램별로 작업 시간이나 메모리 사용량 또한 제각각이고 소기의 목적이 달성되면 종료되고 또 다른 프로젝트가 시작하는 방식이기에 몇몇 프로젝트를 제외하고는 제공 기간 또한 길지 않다.

## 현재 진행 중인 프로젝트
아래는 2010년 1월을 기준으로 현재 진행 중인 프로젝트들의 목록이다.

### FightAIDS@Home
FightAIDS@Home(에이즈 퇴치)은 World Community Grid의 두 번째 프로젝트이며 특정한 병의 치료를 목적으로 한 첫 번째 프로젝트이다. 2005년 11월 21일에 시작되었다. 후천성 면역 결핍 증후군(Acquired Immune Deficiency Syndrome, AIDS)을 치료하기 위한 프로젝트이다.

### Say No to Schistosoma
Say No to Schistosoma(주혈흡충 치료제 약품 개발)는 주혈흡충이라는 인체혈관내에 기생하는 기생충으로 이 기생충에 효과적인 약제 발굴을 위한 프로젝트이다. 수백만개의 화학 화합물과 주혈흡충의 타겟 단백질간의 상호작용을 컴퓨터 시뮬레이션기법을 활용하여 효과적인 치료가 가능한 선도물질을 찾는 연구이다.

### GO Fight Against Malaria
GO Fight Against Malaria(말라리아 치료제 개발)는 다중 약제 내성 말라리아를 치료할 수 있는 약제 개발을 위한 프로젝트이다. 현재 약으로 치유되지 않는 말라리아의 등장으로 기존 치료제를 대체 할 수 있는 약제 개발이 필요하게 되어 수백만 가지의 후보물질과 타겟 단백질간의 상호작용을 컴퓨터 시뮬레이션으로 약제 개발에 적합한 선도물질을 찾는 연구이다. 가장 적합한 후보 물질은 약제로 가치가 있는지, 치료에 적합한 물질인지에 대한 후속 연구가 진행될 예정이다.

### Help Conquer Cancer
Help Conquer Cancer(암 정복)는 온타리오주 암센터(Ontario Cancer Institute, OCI)와 마가렛공주 병원(Princess Margaret Hospital), 토론토 대학 건강네트웍(University Health Network of Toronto, Canada)의 후원을 받는 프로젝트로 단백질의 X선 결정학(結晶學) 결과를 향상시켜 암의 초기와 진행과정, 그에 대한 치료법에 대한 이해를 높이려고 하는 프로젝트이다. 이 프로젝트는 2007년 11월 1일 시작되었다.

### Human Proteome Folding Phase 2
Human Proteome Folding(인간 단백체 접힘)은 World Community Grid의 세 번째 프로젝트로 1기(Phase 1)이 끝나고 현재 2기 프로젝트가 진행 중이다. 2006년 6월 23일에 시작하였으며 1기에 비하여 좀 더 높은 해상도로 단백질 모델링을 진행하고 있다.
목표는 인간과 병원체의 단백질에 대한 좀 더 자세한 구조를 알아내는 것과 Rosetta 프로그램의 단백질 구조 예측 한계를 더 늘리려는 것이다.

### Help Cure Muscular Dystrophy Phase 2
Help Cure Muscular Dystrophy(근위축증 정복)는 프랑스의 근위축증 환자모임(French Muscular Dystrophy Association), 프랑스 국립 과학센터(French National Center for Scientific Research), 프랑스의 피에르와 마리 퀴리대학(Université Pierre et Marie Curie), IBM의 후원을 받아 근위축증의 치료에 대해 연구하는 프로젝트로 1기(Phase 1)가 끝나고 2009년 5월 12일부터 2기 프로젝트가 진행되고 있다.

### Help Fight Childhood Cancer
Help Fight Childhood Cancer(소아암 정복)는 일본의 지바 대학과 지바 암연구센터의 후원으로 이루어지고 있으며 아이들에게 많이 발생하는 악성종양 중 하나인 신경아세포종과 관련된 단백질 3종류를 비활성화시키는 약을 찾기 위한 프로젝트이다. 이 프로젝트는 2009년 5월 12일 시작되었다.

## 종료된 프로젝트
아래는 2010년 1월 현재 종료된 프로젝트들의 목록이다.

### Influenza Antiviral Drug Search
Influenza Antiviral Drug Search(인플루엔자 항바이러스약품 개발) 프로젝트는 스탠 와토위치 박사(Dr. Stan Watowich)와 미국 텍사스대학교의 그의 연구팀의 후원으로 시작되었다. 이 프로젝트는 인플루엔자가 우리 몸에 퍼지는 것을 막는 새로운 약을 찾기 위하여 시작되었으며 2009년 5월 5일에 시작해서 같은 해 10월 22일에 종료되었다.

### Nutritious Rice for the World
Nutritious Rice for the World(쌀 품종 개량)는 미국 워싱턴 대학교의 전산생물학 연구그룹의 후원으로 이루어지고 있으며 세계 식량난 해소를 위해 주요 쌀 품종의 단백질 구조를 분석하여 수확량을 높이고 병충해에 강하며 영양소를 많이 함유한 쌀을 개발하도록 연구하고 있다. 이 프로젝트는 2008년 5월 12일에 시작하였다.

### The Clean Energy Project
The Clean Energy Project(청정에너지) 프로젝트는 미국 하버드대학교의 화학과와 화학생물학과의 과학자들의 후원하에 시작되었다. 이 프로젝트는 차세대 태양전지을 위한 재료를 발견해 내고 추후 에너지를 저장할 수 있는 매체를 찾는 것을 목표로 한다. World Community Grid를 통하여 수많은 종류의 유기물질들에 대한 전기적 특성을 계산하여 태양에너지의 활용에 쓰일 가장 유망한 물질을 찾아내려 한다. 이 프로젝트는 2008년 12월 5일에 시작하여 2009년 10월 13일에 종료되었다.

### Discovering Dengue Drugs - Together
Discovering Dengue Drugs - Together(뎅기열 치료제 개발)는 미국 텍사스대학교와 시카고대학교의 과학자들에 의해 후원되며 2단계로 진행될 예정으로 그중 첫 번째 프로젝트이다. 이 프로젝트는 모기에 의해 전파되는 뎅기열에 대한 치료제를 개발하기 위한 프로젝트이다.
1기는 FightAIDS@Home과 동일한 소프트웨어를 통하여 항바이러스 약제의 효능을 테스트하였다. 이 프로젝트는 2007년 8월 21일에 시작하여 2009년 8월 11일에 종료되었다.

### AfricanClimate@Home
AfricanClimate@Home(아프리카 날씨예측)은 아프리카의 특정 지역에 대한 좀 더 정확한 기후 모델을 만들어 기후 변화에 따른 영향을 예측하려고 하는 프로젝트이다. 현재 1기가 종료되었으며 2기 프로젝트를 준비 중이다. 이 프로젝트는 2007년 9월 3일 시작되어 2008년 7월에 종료되었다.

### Help Cure Muscular Dystrophy
Help CureMuscular Dystrophy(근위축증 정복)프로젝트는 현재 2기가 진행되고 있으며 1기 프로젝트는 2007년 8월 21일에 시작하여 2009년 8월 11일에 종료되었다.

### Genome Comparison
Gnome Comparison(게놈 비교)는 브라질의 연구기관인 Fiocruz에 후원되었으며 서로 다른 신체기관의 유전자 배열을 비교하여 그 유사점을 찾기 위한 프로젝트이다. 과학자들은 특정 유전자 배열이 특정 장기의 특정 기능에 어떻게 영향을 주는지 다른 장기와 비교함으로써 알아내려고 한다. 이 프로젝트는 2006년 11월 21일에 시작하여 2007년 7월 21일에 종료되었다.

### Help Defeat Cancer
Help Defeat Cancer(암 퇴치)는 유방암이나 얼굴 및 목부위에 발생하는 암들에 대해 진단 능력을 개선하기 위한 프로젝트로서 많은 조직샘플들을 이용하여 그 패턴을 조사하였다. 이 프로젝트는 2006년 7월 20일에 시작하여 2007년 4월에 종료되었다.

### Human Proteome Folding
Human Proteome Folding(인간 단백체 접힘) 프로젝트는 현재 1기가 종료되었고 2기 프로젝트가 진행 중이다. 이 프로젝트는 2004년 11월 16일에 시작하여 2006년 7월 18일에 종료되었다.

## 같이 보기
- BOINC
- 그리드 컴퓨팅